# 제86회 아카데미상
제86회 아카데미상(영어: 86th Academy Awards)은 영화 예술 과학 아카데미 (AMPAS)가 주최하는 상이며, 2013년 영화를 대상으로 2014년 3월 2일에 캘리포니아주 로스앤젤레스 할리우드의 돌비 극장에서 시상식이 행해졌다. 사회자는 엘런 디제너러스였다. 매년 2월 마지막 일요일에 열리지만, 소치 동계 올림픽(NBC) 때문에 원래보다 1주일 늦게 열렸다.

## 수상 및 후보

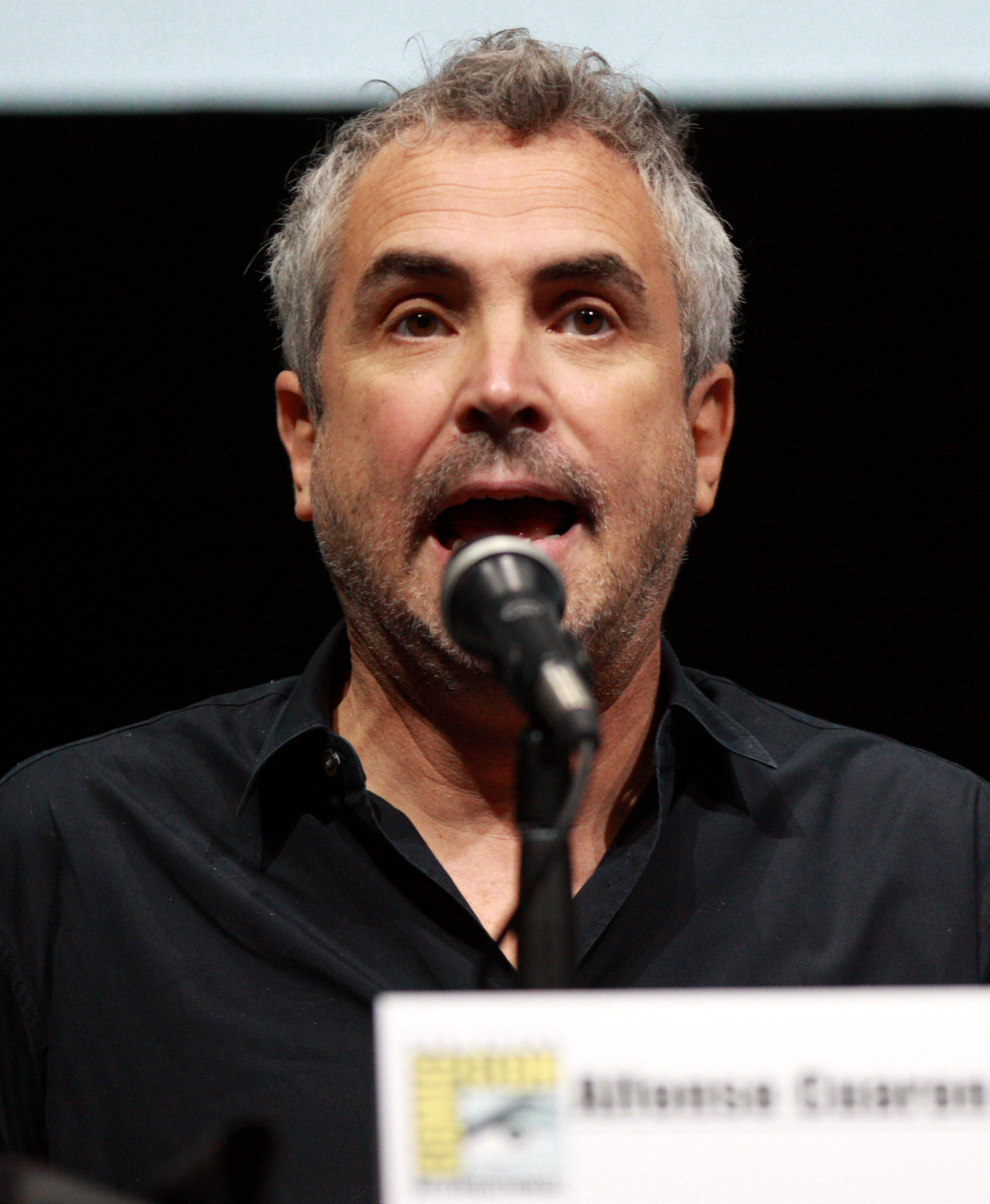
감독상 수상자 알폰소 쿠아론

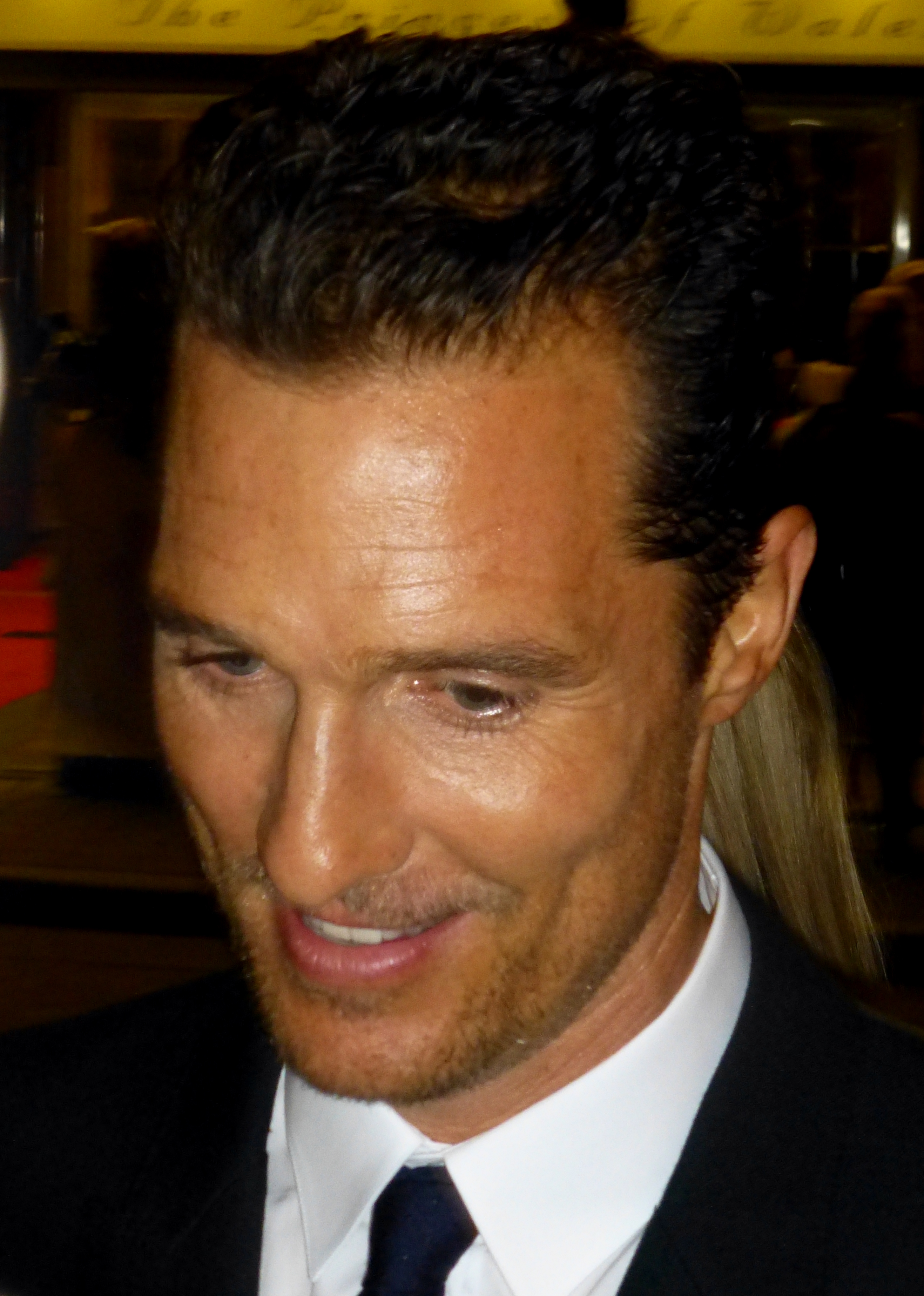
남우주연상 수상자 매슈 매코너헤이

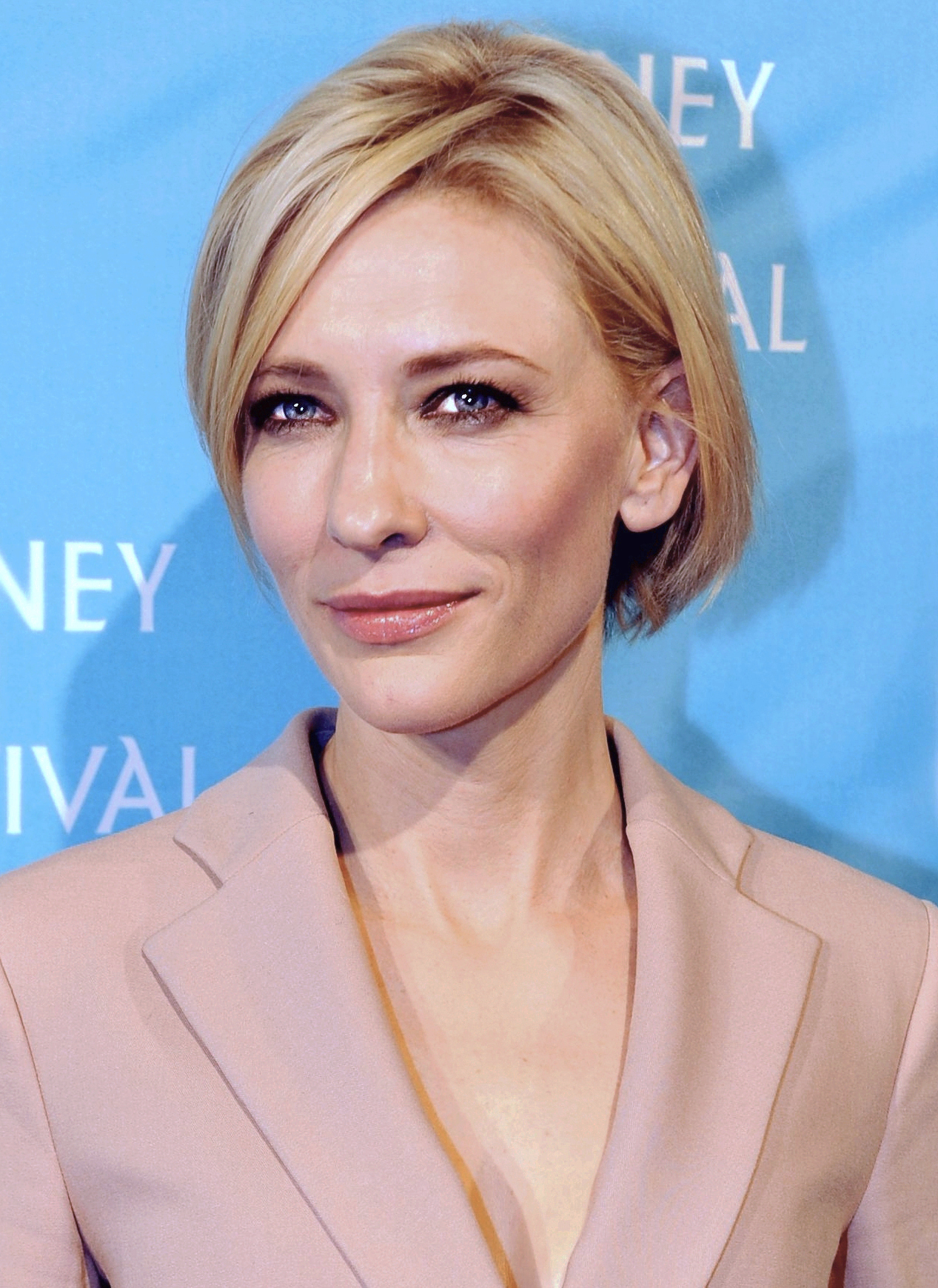
여우주연상 수상자 케이트 블란쳇

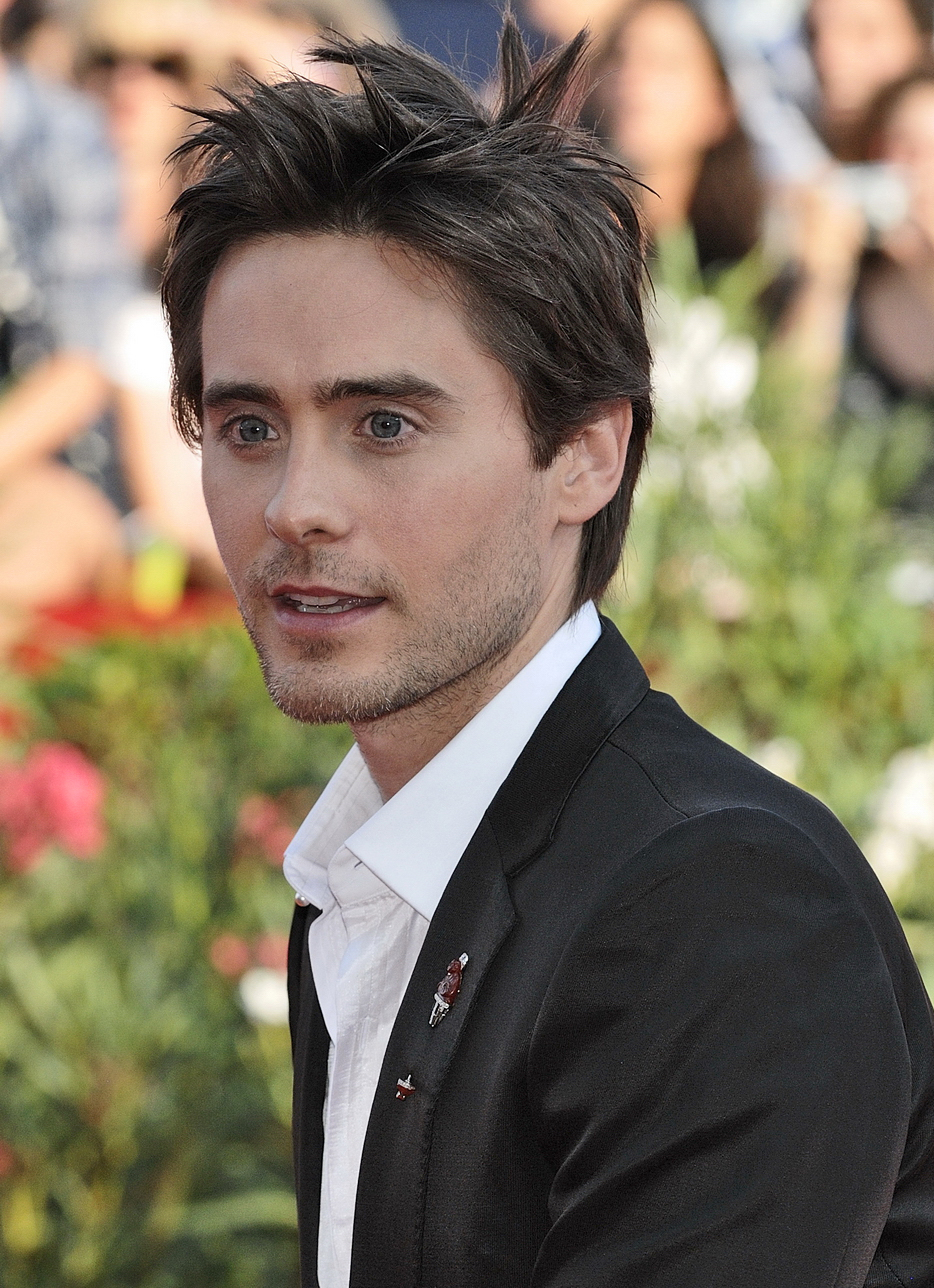
남우조연상 수상자 자레드 레토

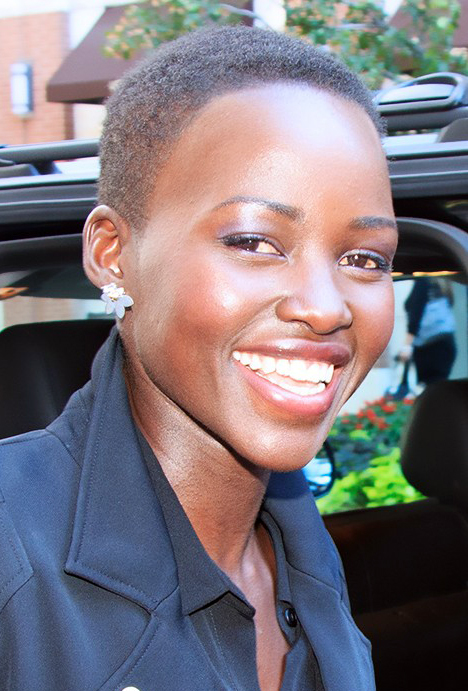
여우조연상 수상자 루피타 뇽오

2014년 1월 16일에 캘리포니아주 비벌리힐스의 새뮤얼 골드윈 극장에서 아카데미 회장의 셰릴 분 아이작스와 배우 크리스 헴스워스에 의해 후보가 발표되었다. 《아메리칸 허슬》과 《그래비티》는 10부문에 후보에 지명되며 최다 후보로 올랐다.
수상자는 굵은 글씨 표시를 해놓았다.
| 작품상 | 감독상 |
| --- | --- |
| - 노예 12년 – 브래드 피트, 데드 가드너, 제러미 클라이너, 스티브 매퀸, 앤서니 카타가스 - 아메리칸 허슬 – 찰스 로븐, 리처드 서클, 메건 엘리슨, 조너선 고든 - 캡틴 필립스 – 스콧 루딘, 다나 브루네티, 마이클 더루카 - 달라스 바이어스 클럽 – 로비 브레너, 레이철 윈터 - 그래비티 – 알폰소 쿠아론, 데이비드 헤이먼 - 허 – 메건 엘리슨, 스파이크 존즈, 빈센트 렌데이 - 네브래스카 – 앨버트 버거, 론 예사 - 필로미나의 기적 – 개브리엘 타나, 스티브 쿠건, 트레이시 시워드 - 더 울프 오브 월 스트리트 – 마틴 스코세이지, 테런스 윈터, 조던 벨포트 | - 알폰소 쿠아론 – 그래비티 - 스티브 매퀸 – 노예 12년 - 알렉산더 페인 – 네브래스카 - 데이비드 O. 러셀 – 아메리칸 허슬 - 마틴 스콜세지 – 더 울프 오브 월 스트리트 |
| 남우주연상 | 여우주연상 |
| - 매슈 매코너헤이 – 달라스 바이어스 클럽 - 론 우드루프 역 - 크리스천 베일 – 아메리칸 허슬 - 어빙 로젠펠드 역 - 브루스 던 – 네브래스카 - 우디 그랜트 역 - 레오나르도 디카프리오 – 더 울프 오브 월 스트리트 - 조던 벨포트 역 - 치웨텔 에지오포 – 노예 12년 - 솔로몬 노섭 역 | - 케이트 블란쳇 – 블루 재스민 - 재스민 역 - 에이미 애덤스 – 아메리칸 허슬 - 시드니 프로서 역 - 샌드라 불럭 – 그래비티 - 라이언 스톤 역 - 주디 덴치 – 필로미나의 기적 - 필로메나 리 역 - 메릴 스트리프 – 어거스트: 오세이지 카운티 - 바이얼릿 웨스턴 역 |
| 남우조연상 | 여우조연상 |
| - 자레드 레토 – 달라스 바이어스 클럽 - 레이언 역 - 바크하드 압디 – 캡틴 필립스 - 압두왈리 무세 역 - 브래들리 쿠퍼 – 아메리칸 허슬 - 리치 디마소 역 - 마이클 패스벤더 – 노예 12년 - 에드윈 에프스 역 - 조나 힐 – 더 울프 오브 월 스트리트 - 도니 아조프 역 | - 루피타 뇽오 – 노예 12년 - 팻시 역 - 샐리 호킨스 – 블루 재스민 - 진저 역 - 제니퍼 로런스 – 아메리칸 허슬 - 로젤린 로젠펠드 역 - 줄리아 로버츠 – 어거스트: 오세이지 카운티 - 바버라 웨스턴 포덤 역 - 준 스키브 – 네브래스카 - 케이트 그랜트 역 |
| 각본상 | 각색상 |
| - 그녀 – 스파이크 존즈 - 아메리칸 허슬 – 에릭 워런 싱어, 데이비드 O. 러셀 - 블루 재스민 – 우디 앨런 - 달라스 바이어스 클럽 – 크레이그 보튼, 멀리사 월랙 - 네브래스카 – 밥 넬슨 | - 노예 12년 – 존 리들리 - 비포 미드나잇 – 리처드 링클레이터, 줄리 델피, 이선 호크 - 캡틴 필립스 – 빌리 레이 - 필로미나의 기적 – 스티브 쿠건, 제프 포프 - 더 울프 오브 월 스트리트 – 테런스 윈터 |
| 장편 애니메이션 작품상 | 외국어 영화상 |
| - 겨울왕국 – 크리스 벅, 제니퍼 리, 피터 델베초 - 크루즈 패밀리 – 커크 디미코, 크리스 샌더스, 크리스틴 벨슨 - 슈퍼배드 2 – 피에르 코팽, 크리스 리노드, 크리스 멜레단드리 - 어네스트와 셀레스틴 – 벤저민 레너, 디디에 브루너 - 바람이 분다 – 미야자키 하야오, 스즈키 도시오 | - 더 그레이트 뷰티 (이탈리아) – 파올로 소렌티노 - 브로큰 서클 (벨기에) – 펠릭스 판 흐로닝언 - 더 헌트 (덴마크) – 토마스 빈터베르그 - 잃어버린 사진 (캄보디아) – 리티 판 - 오마르 (팔레스타인) – 하니 아부 아사드 |
| 장편 다큐멘터리 영화상 | 단편 다큐멘터리 영화상 |
| - 20 피트 프롬 스타덤 – 모건 네빌 - 액트 오브 킬링 – 조슈아 오펜하이머, Signe Byrge Sørensen - 큐티 앤드 더 복서 – 재커리 하인저링, 리디아 딘 필처 - 더러운 전쟁 – 리처드 롤리, 제러미 스카힐 - 더 스퀘어 – Jehane Noujaim, 카림 아메르 | - The Lady in Number 6: Music Saved My Life – 맬컴 클라크, 니컬러스 리드 - CaveDigger – 제프리 카로프 - Facing Fear – 제이슨 코언 - Karama Has No Walls – 세라 이스하그 - Prison Terminal: The Last Days of Private Jack Hall – 에드거 배런스 |
| 단편 영화상 | 단편 애니메이션 작품상 |
| - Helium – Anders Walter and Kim Magnusson - Aquel no era yo – Esteban Crespo - Avant que de tout perdre – Xavier Legrand - Pitääkö mun kaikki hoitaa? – Selma Vilhunen, Kirsikka Saari - The Voorman Problem – Mark Gill, Baldwin Li | - Mr. Hublot – 로런트 위츠 - Feral – 대니얼 소사 - 말을 잡아라! – 로런 맥멀런 - 구십구 – 모리타 슈헤이 - 마법빗자루 – 맥스 랭, Jan Lachauer |
| 음악상 | 주제가상 |
| - 그래비티 – 스티븐 프라이스 - 책도둑 – 존 윌리엄스 - 허 – 윌리엄 버틀러, 오언 팰렛 - 필로미나의 기적 – 알렉상드르 데스플라 - 세이빙 미스터 뱅크스 – 토머스 뉴먼 | - "Let It Go" (겨울왕국) – 크리스틴 앤더슨 로페즈, 로버트 로페즈 - "Happy" (슈퍼배드 2) – 퍼렐 윌리엄스 - "The Moon Song" (그녀) – 캐런 오, 스파이크 존즈 - "Ordinary Love" (만델라: 자유를 향한 머나먼 여정) – U2 - "Alone, Yet Not Alone" (얼론 옛 낫 얼론) – 브루스 브로턴, 데니스 스피걸 (후보 철회)                                                            |
| 음향편집상 | 음향효과상 |
| - 그래비티 – 글렌 프리맨틀 - 올 이즈 로스트 – 스티브 보데커, 리처드 힘스 - 캡틴 필립스 – 올리버 타니 - 호빗: 스마우그의 폐허 – 브렌트 버지 - 론 서바이버 – 와일리 스테이트먼 | - 그래비티 – 스킵 리브시, 니브 아디리, 크리스토퍼 벤스티드, 크리스 먼로 - 캡틴 필립스 – 크리스 버든, 마크 테일러, 마이크 프레스트우드 스미스, 크리스 먼로 - 호빗: 스마우그의 폐허 – 크리스토퍼 봉스, 마이클 헤지스, 마이클 시매닉, 토니 존슨 - 인사이드 르윈 – 스킵 리브시, 그레그 올로프, 피터 F. 컬랜드 - 론 서바이버 – 앤디 코야마, 보 보더스, 데이비드 브라운로 |
| 미술상 | 촬영상 |
| - 위대한 개츠비 – 캐서린 마틴, 베벌리 던 - 아메리칸 허슬 – 주니 베커, 헤더 로플러 - 그래비티 – 앤디 니컬슨, 로지 굿윈, 조앤 울러드 - 허 – K. K. 배런, 진 서데나 - 노예 12년 – 애덤 스톡하우젠, 앨리스 베이커 | - 그래비티 – 에마누엘 루베스키 - 일대종사 – 필리프 리 소드 - 인사이드 르윈 – 브루노 델보넬 - 네브래스카 – 페든 파파마이클 - 프리즈너스 – 로저 디킨스 |
| 분장상 | 의상상 |
| - 달라스 바이어스 클럽 – Adruitha Lee, 로빈 매슈스 - 잭애스 프레젠트: 배드 그랜파 – 스티븐 프라우티 - 론 레인저 – 조엘 할로, 글로리아 파스쿼 캐즈니 | - 위대한 개츠비 – 캐서린 만틴 - 아메리칸 허슬 – 마이클 윌킨슨 - 일대종사 – 윌리엄 장 - 인비저블 우먼 – 마이클 오코너 - 노예 12년 – 퍼트리샤 노리스 |
| 편집상 | 시각효과상 |
| - 그래비티 – 알폰소 쿠아론, 마크 생거 - 아메리칸 허슬 – 제이 캐시디, 크리스핀 스트러서스, 앨런 바움가튼 - 캡틴 필립스 – 크리스토퍼 라우즈 - 달라스 바이어스 클럽 – 존 맥 맥머피, 마틴 펜사 - 노예 12년 – 조 워커 | - 그래비티 – 팀 웨버, 크리스 로런스, 데이브 셔크, 닐 코불드 - 호빗: 스마우그의 폐허 – 조 레터리, 에릭 세인던, 데이비드 클레이턴, 에릭 레이놀즈 - 아이언맨 3 – 크리스토퍼 타운젠드, 가이 윌리엄스, 에릭 내시, 댄 서딕 - 론 레인저 – 팀 알렉산더, 게리 브로제닉, 에디슨 윌리엄스, 존 프레이저 - 스타 트렉 다크니스 – 로저 가이옛, 패트릭 튜백, 벤 그로즈먼, 버트 돌턴 |

## 공로상

### 아카데미 명예상
- 앤절라 랜즈베리
- 스티브 마틴
- 피에로 토시

### 진 허숄트 박애상
- 안젤리나 졸리

## 시상자 및 공연자

### 시상자
출처:
| - 에이미 애덤스 - 크리스틴 벨 - 제시카 비엘 - 짐 캐리 - 글렌 클로스 - 브래들리 쿠퍼 - 페넬로페 크루스 - 베네딕트 컴버배치 - 비올라 데이비스 - 대니얼 데이루이스 - 로버트 드 니로 - 잭 에프론 - 샐리 필드 - 해리슨 포드 - 제이미 폭스 - 앤드루 가필드 | - 제니퍼 가너 - 우피 골드버그 - 조셉 고든 레빗 - 앤 해서웨이 - 골디 혼 - 크리스 헴스워스 - 케이트 허드슨 - 새뮤얼 L. 잭슨 - 안젤리나 졸리 - 마이클 B. 조던 - 애나 켄드릭 - 제니퍼 로런스 - 매슈 매코너헤이 - 이완 맥그리거 - 빌 머리 - 킴 노백 | - 타일러 페리 - 브래드 피트 - 시드니 포이티어 - 개버레이 시디베이 - 윌 스미스 - 케빈 스페이시 - 제이슨 서데이키스 - 채닝 테이텀 - 샬리즈 시어런 - 존 트래볼타 - 크리스토프 발츠 - 케리 워싱턴 - 엠마 왓슨 - 나오미 왓츠 |

크리스틴 벨과 마이클 B. 조던은 2월 15일 열린 Academy Award for Technical Achievement과 Gordon E. Sawyer Award의 진행자이다.
Cedering Fox는 이번 시상식에서 다시 한번 아나운서 역할을 한다. 제85회 아카데미상에서도 아나운서를 맡았었다.

### 공연자
| 이름(s)       | 공연                                                  |
| ------------- | ----------------------------------------------------- |
| 퍼렐 윌리엄스 | 《슈퍼배드 2》의 "Happy"                              |
| 이디나 멘젤   | 《겨울왕국》의 "Let It Go"                            |
| 캐런 오       | 《그녀》의 "The Moon Song"                            |
| U2            | 《만델라: 자유를 향한 머나먼 여정》의 "Ordinary Love" |
| 베트 미들러   | 《두 여인》의 "Wind Beneath My Wings"                 |
| 핑크          | 《오즈의 마법사》의 "Over the Rainbow"                |

## 같이 보기
- 제20회 미국 배우 조합상
- 제34회 골든 래즈베리상
- 제66회 프라임타임 에미상
- 제67회 영국 아카데미 영화상
- 제71회 골든 글로브상